# Hymaloxylon quercus
Hymaloxylon quercus är en skalbaggsart som först beskrevs av Gardner 1935.  Hymaloxylon quercus ingår i släktet Hymaloxylon och familjen varvsflugor. Inga underarter finns listade i Catalogue of Life.